# Charles Johnson (musicien)
Pour les articles homonymes, voir Johnson et Charles Johnson.
 (février 2012).
Si vous disposez d'ouvrages ou d'articles de référence ou si vous connaissez des sites web de qualité traitant du thème abordé ici, merci de compléter l'article en donnant les références utiles à sa vérifiabilité et en les liant à la section « Notes et références ».
Charles Leslie Johnson est un pianiste et compositeur américain de ragtime et de musique populaire américaine né le 3 décembre 1876 à  Kansas City où il est mort le 28 décembre 1950.
Sous le diminutif de Chas L. Johnson, il publia plus de 300 compositions, dont au moins 40 morceaux pour piano de ragtime, comme Doc Brown’s Cakewalk, Dill Pickles, Apple Jack (Some Rag), et Powder Rag. Il est une figure très importante du genre, juste après Scott Joplin, James Scott et Joseph Lamb (il publia d'ailleurs plus de « rags » que les deux derniers réunis).

## Biographie
Charles Johnson est né à Armourdale (aujourd'hui quartier de Kansas City) au Kansas. Il apprend le piano grâce à un voisin dès l'âge de six ans, puis, quelques années plus tard, l'harmonie et la théorie musicale. Bien qu'ayant reçu une formation classique, il préfère la musique populaire de son époque et étudie le violon, le guitare, le banjo et la mandoline. Il participe à plusieurs groupes musicaux pour lesquels 'il écrit ses premières compositions.
Il commence à travailler à la fin des années 1890 pour la J.W. Jenkins and Sons Music Company, en composant des chansons et en jouant du piano en ville. Douze d'entre elles sont publiées avant 1900, avant que Johnson ne se tourne vers d'autres éditeurs puis crée en 1907 sa propre maison d'édition. Il collabore avec différents paroliers, dont Fred Forster.
Contributeur important au genre ragtime, son plus gros succès fut le Dill Pickles Rag en 1906, qui relança le genre. Si la première partition de ragtime qui dépassa la vente d'un million d'exemplaires fut le Maple Leaf Rag de Scott Joplin, la seconde a été Dille Pickles Rag. Joplin reconnut lui-même la qualité des rags de Johnson.
Johnson utilisa plusieurs pseudonymes dont Raymond Birch pour certains rags célèbres comme Blue Goose Rag, Melody Rag et  Powder Rag.
Sa carrière connaît des hauts et des bas en raison des deux guerres mondiales et de la Grande Dépression mais il développe une capacité à comprendre les besoins et les tendances de l'époque en composant par exemple des pièces célébrant le patriotisme des soldats américains lors de la guerre hispano-américaine, de la Première et de la Seconde Guerre mondiale, telles que Goodbye Susanna, Be a Pilgrim (And Not a Ram), We Will Follow the Red, White and Blue, et We Are All in the Same Boat Now.
Il meurt le 28 décembre 1950, à l'âge de 74 ans, sans avoir jamais vraiment arrêté sa carrière.
Johnson a été marié deux fois : d'abord à Sylvia Hoskins en 1901, avec laquelle il a eu une fille, Frances puis avec Eva Otis, en 1926.

## Quelques œuvres

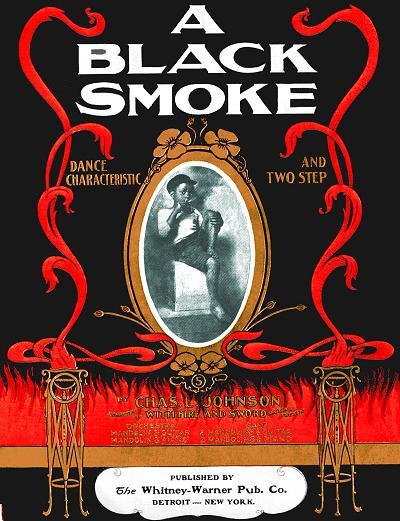
A Black Smoke, 1902

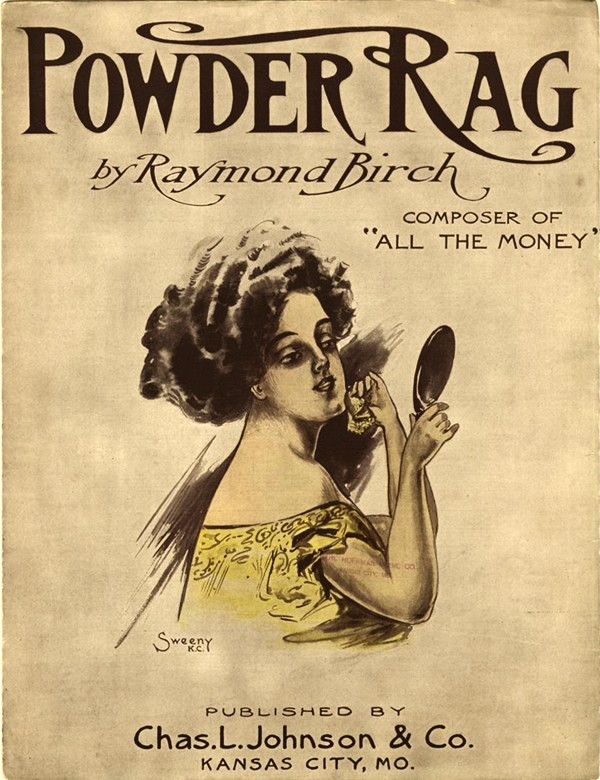
Powder Rag, 1908 (publié sous le pseudonyme de Raymond Birch)

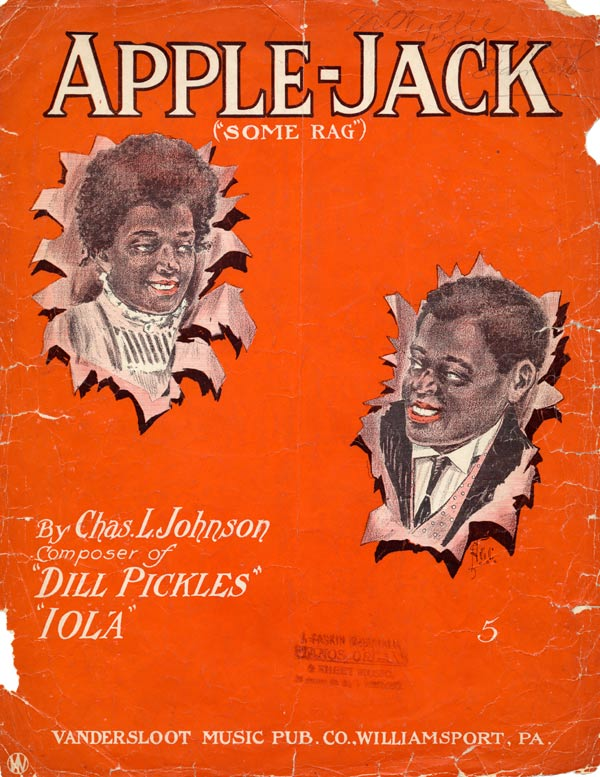
Apple Jack, 1909

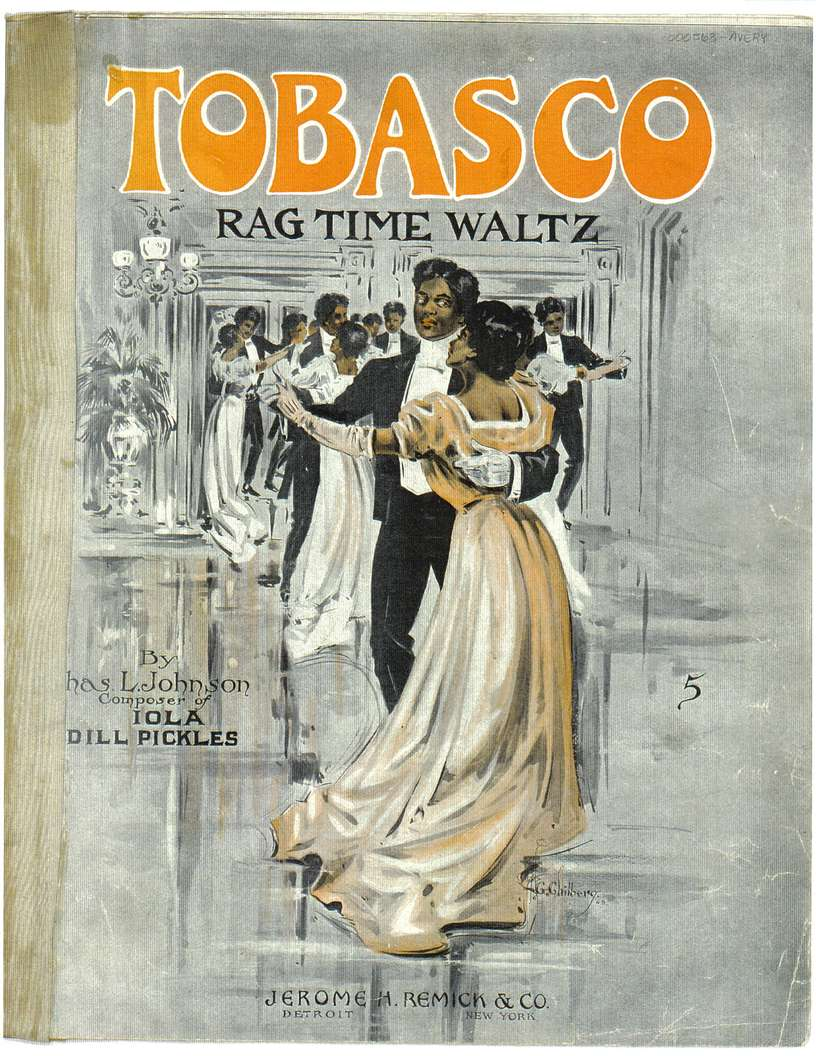
Tobasco, 1909

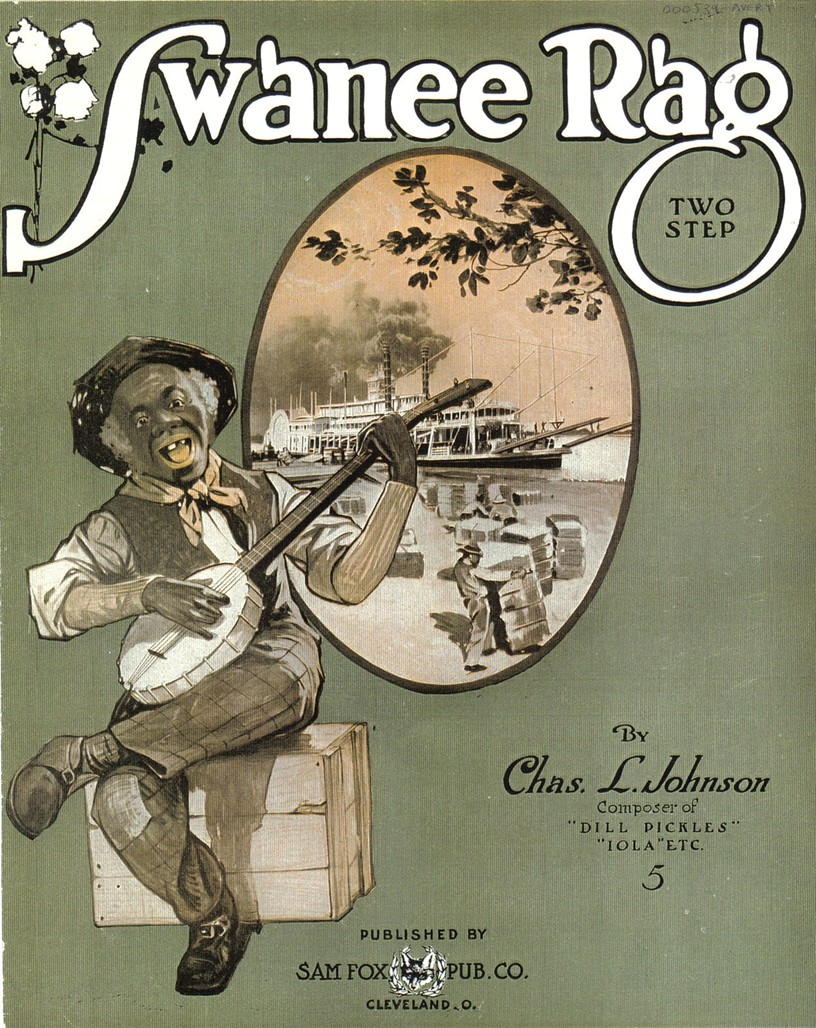
Swanee Rag, 1912

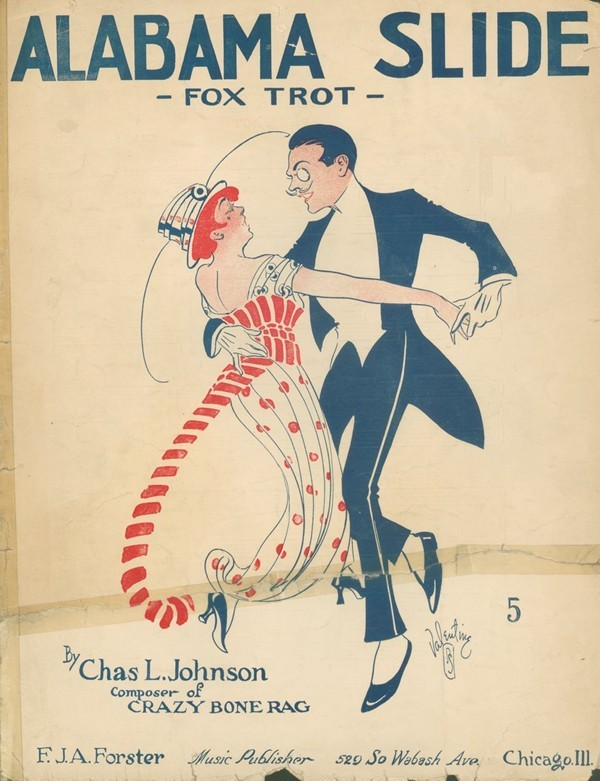
Alabama Slide, 1915

Charles Johnson composa 357 pièces (dont 114 jamais publiées). Parmi elles, un nombre important de chansons dont il écrivait généralement seulement la musique, laissant les paroles à un collaborateur. Le reste de son œuvre est composé essentiellement de musique de danse (valses, two-steps, foxtrots, marches, etc.) pour piano seul.
- 1895 : Wayside Willie's March
- 1895 : Weary Walker's March
- 1895 : Esquimaux Dance
- 1898 : Warwick Club - March/Two Step
- 1898 : Gaytella - Waltz
- 1899 : Scandalous Thompson
- 1899 : Doc Brown's Cakewalk
- 1899 : Thelma - Waltzes
- 1899 : Belle Of Havana - Waltzes
- 1900 : A Tally-Ho Party - March/Two Step
- 1901 : With Fire and Sword - March/Two Step
- 1902 : A Black Smoke - Dance Characteristic/Two Step
- 1904 : A Whispered Thought Novelette - March/Two Step
- 1904 : The Louisiana Purchase - March
- 1905 : Iola - Intermezzo Two Step
- 1906 : Dill Pickles Rag
- 1906 : Dedication - March
- 1907 : Southern Beauties - March/Two Step
- 1907 : Sneeky Pete - Characteristic Two-Step
- 1908 : Fine and Dandy - Two Step
- 1908 : Charles L. Johnson's Barn Dance
- 1908 : All The Money - March/Two Step
- 1908 : Beedle-Um-Bo - A Slow Drag
- 1908 : Fawn Eyes - Intermezzo Two Step
- 1908 : Fairy Kisses - Waltz
- 1908 : Powder Rag
- 1908 : Butterflies - Caprice
- 1908 : The Harvest Hop - Barn Dance
- 1909 : Apple Jack - Some Rag
- 1909 : Fairy's Dream - Reverie
- 1909 : Porcupine Rag - Two Step
- 1909 : Pansy Blossoms Rag
- 1909 : Silver King Rag
- 1909 : Pigeon Wing Rag
- 1909 : Kissing Bug
- 1909 : Sunbeam - Intermezzo
- 1909 : Dixie Twilight - Characteristic March
- 1909 : Tobasco - Ragtime Waltz
- 1909 : Wedding of the Fairies - Waltz
- 1910 : Golden Spider - March/Two Step
- 1910 : The Blushing Rose - Serenade
- 1910 : Under The Southern Moon
- 1910 : Lady Slippers - Two Step
- 1910 : Heart Fancies - Waltzes
- 1910 : Silver Star - Intermezzo
- 1910 : Under the Southern Moon - Two Step
- 1910 : Yankee Bird - March and Two Step
- 1910 : Woodlawn - Waltzes
- 1911 : Cum-Bac Rag
- 1911 : Tar Babies Rag
- 1911 : The Barber Pole Rag
- 1911 : Cloud Kisser - Rag Two Step
- 1911 : Melody Rag
- 1911 : Queen Of Fashion - Waltzes
- 1912 : Hen Cackle Rag (A Barnyard Disturbance)
- 1912 : Golden Hours - Reverie
- 1912 : Swanee Rag - Two Step
- 1912 : School Life - March/Two Step
- 1913 : Summer Breezes - Waltzes
- 1913 : Fountain Of Love - Waltz
- 1913 Shadow Time - Reverie
- 1913 : Crazy Bone Rag
- 1914 : Pink Poodle
- 1914 : Honeysuckle - Tango/Two Step
- 1914 : Peek-A-Boo Rag
- 1914 : Dream On - Waltzes
- 1915 : Alabama Slide - Fox Trot
- 1915 : Cassandra - Waltzes
- 1915 : U.S.S. - Texas March
- 1916 : Blue Goose Rag
- 1916 : Teasing the Cat
- 1917 : Fun on the Levee - Cake Walk
- 1918 : Snookums Rag
- 1918 : Sweet Memories - Waltz
- 1919 Moonlit Waters - Reverie
- 1925 : Witching Moonlight - Waltz
- 1925 : Night Wind - Waltz
- 1925 : Bobolink - Waltz
- 1925 : Cascade - Arpeggio Waltz
- 1925 : American Cadet - March
- 1925 : Whirlagig (Galop)
- 1925 : Tinkle Bells (Galop)
- 1925 : Golden Slipper (Gavotte)
- 1925 : Little Gray Mouse (Caprice)
- 1928 : Monkey Biznez - Novelty